# Taciszów
Taciszów (deutsch Tatischau, 1936–1945 Vatershausen) ist eine Ortschaft in Oberschlesien. Sie liegt in der Gemeinde Rudziniec (Rudzinitz) im Powiat Gliwicki (Landkreis Gleiwitz) in der Woiwodschaft Schlesien.

## Geografie

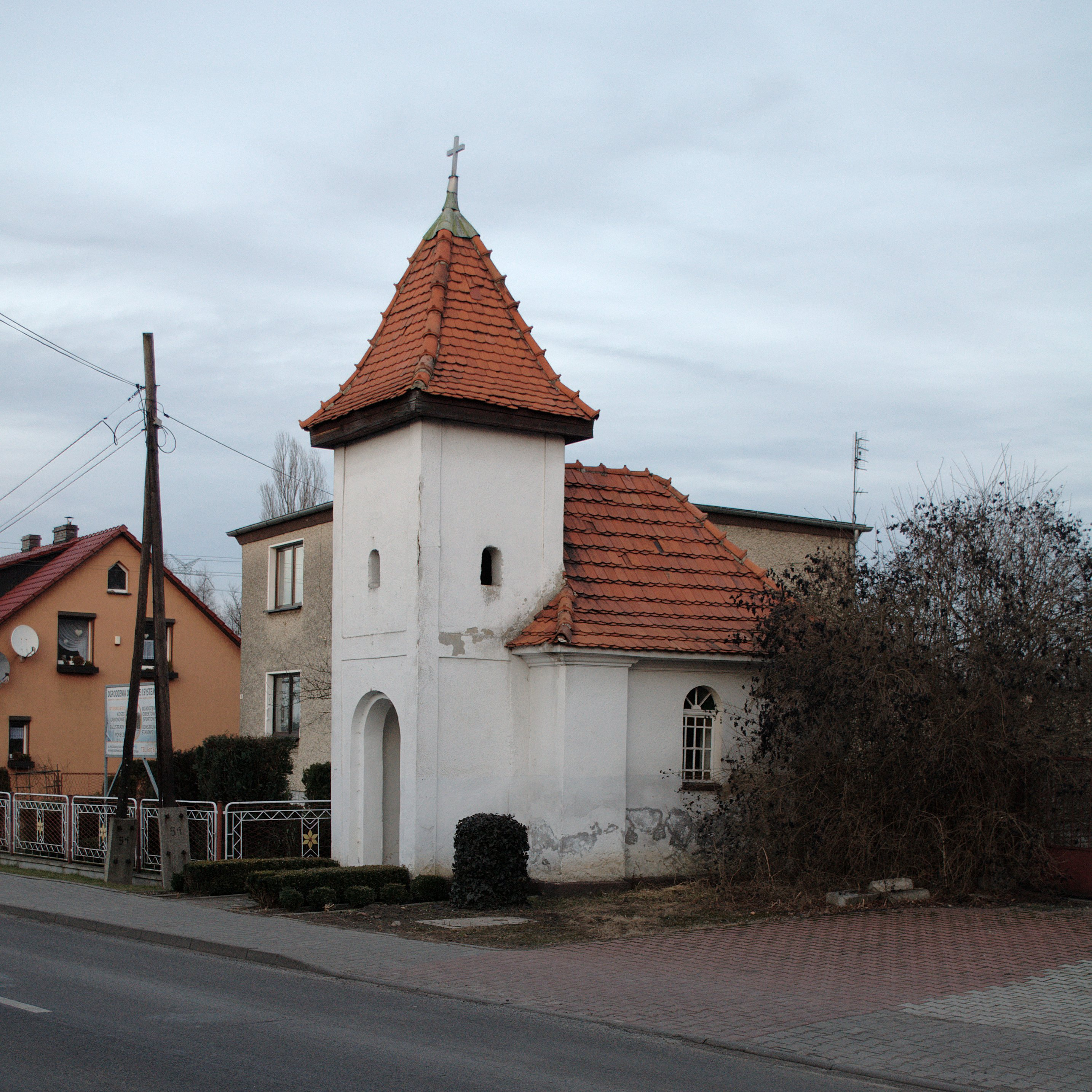
Wegkapelle mit Glockenturm

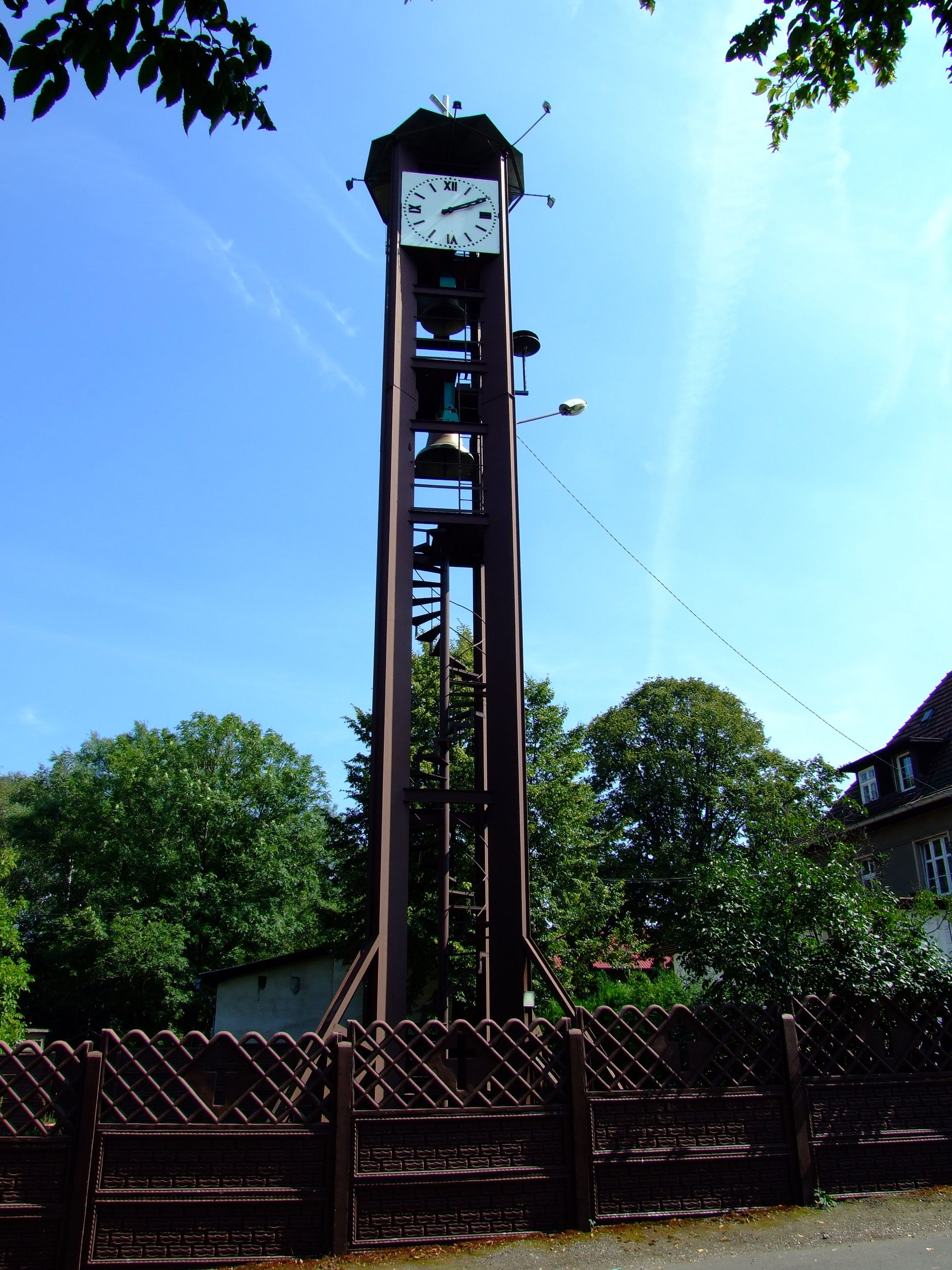
Glockenturm des Klosters

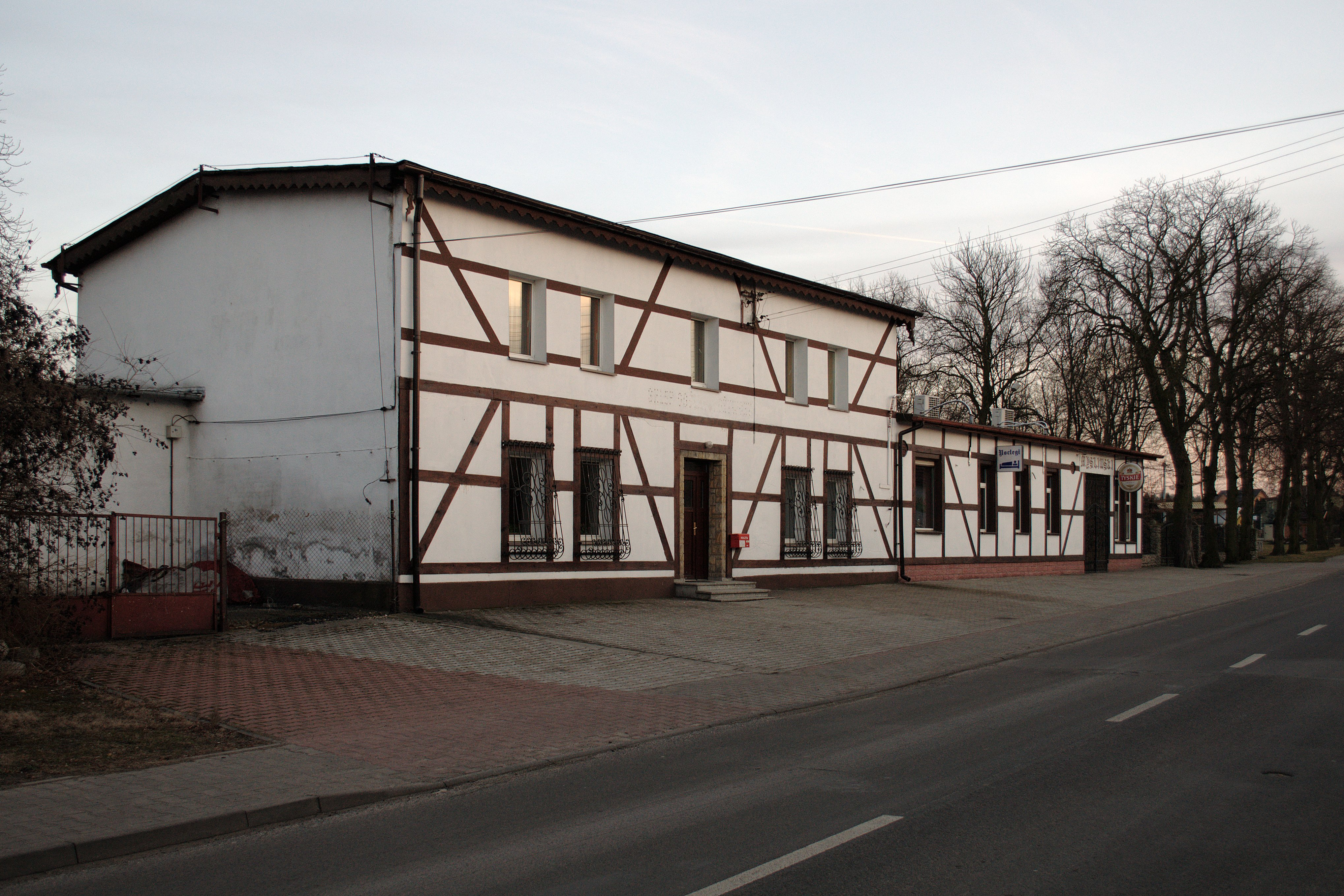
Ortsbild

Taciszów liegt acht Kilometer östlich vom Gemeindesitz Rudziniec (Rudzinitz), 15 Kilometer nordwestlich von der Kreisstadt Gliwice (Gleiwitz) und 37 Kilometer westlich von der Woiwodschaftshauptstadt Kattowitz.
Östlich befindet sich das große Becken der Staubecken von Dzierżno, nördlich verläuft der Gleiwitzer Kanal, der an dieser Stelle den Verlauf der Klodnitz ersetzt.

## Geschichte
Der Ort entstand spätestens im 13. Jahrhundert. 1295–1305 wurde der Ort im Liber fundationis episcopatus Vratislaviensis (Zehntregister des Bistums Breslau) erstmals urkundlich als „Taczisow“ erwähnt.
Der Ort wurde 1783 im Buch Beyträge zur Beschreibung von Schlesien als Tatischau erwähnt und lag im Kreis Tost des Fürstentums Oppeln. Damals hatte er 68 Einwohner, ein Vorwerk, zwei Frischfeuer und 19 Gärtner. Mitte des 18. Jahrhunderts war das Dorf im Besitz des Grafen Tenczin, von 1777 bis 1778 besaß es seine Witwe, von 1778 bis 1779 ihr Sohn Joh. Erdmann Graf Tenczin. Es folgten als Besitzer Gustav von Strachwitz (1779–1783), Generalleutnant Paul von Werner (1783–1785), sein Sohn August (1785–1790), Heinrich Leopold Graf von Seherr-Thoß (1790–1803). Von Strachwitz ließ in Tatischau zwei Frischfeuer errichten. 1805 wurde der in Ortsnähe verlaufende Klodnitzkanal eröffnet. 1840 wurde ein Schneidewerk in Betrieb genommen. 1865 bestand Tatischau aus einem Gut und einem Dorf. Das Gut gehörte zum Gut in Bitschin. Der Ort hatte zu diesem Zeitpunkt sieben Dominialstellen, acht Gärtnerstellen und 20 Häuslerstellen, sowie ein Hüttenbeamten-Gebäude, ein Eisenmagazin und eine herrschaftliche Unterförsterei. Die Einwohner lebten vor allem von der Arbeit als Hüttenarbeiter.
Bei der Volksabstimmung in Oberschlesien am 20. März 1921 stimmten vor Ort 116 Wahlberechtigte für einen Verbleib Oberschlesiens bei Deutschland und 169 für eine Zugehörigkeit zu Polen. Tatischau verblieb nach der Teilung Oberschlesiens beim Deutschen Reich. 1936 wurde der Ort im Zuge einer Welle von Ortsumbenennungen der NS-Zeit in Vatershausen umbenannt. 1939 wurde der Gleiwitzer Kanal freigegeben. Bis 1945 befand sich der Ort im Landkreis Tost-Gleiwitz.
1945 kam der bis dahin deutsche Ort unter polnische Verwaltung und wurde anschließend der Woiwodschaft Schlesien angeschlossen und ins polnische Taciszów umbenannt. 1950 kam der Ort zur Woiwodschaft Kattowitz. 1999 kam der Ort zum wiedergegründeten Powiat Gliwicki und zur Woiwodschaft Schlesien.

## Bauwerke
- Wegkapelle mit Glockenturm
- Friedhofskapelle
- Glockenturm
- Glockengießerei Felczyński
- Staubecken Dzierżno (umgangssprachlich: Januszs Badewanne)